# Hypericum yojiroanum
Hypericum yojiroanum är en johannesörtsväxtart som beskrevs av M. Tatewaki och K. Ito. Hypericum yojiroanum ingår i släktet johannesörter, och familjen johannesörtsväxter. Inga underarter finns listade i Catalogue of Life.